# Distretto di Catache
Il distretto di Catache è uno degli undici distretti  della provincia di Santa Cruz, in Perù. Si trova nella regione di Cajamarca e si estende su una superficie di 609,16 chilometri quadrati.

Istituito il 21 aprile 1950, ha per capitale la città di Catache; al censimento 2005 contava 9.517 abitanti.